# Euchromia niphosticha
Euchromia niphosticha är en fjärilsart som beskrevs av Fletcher 1957. Euchromia niphosticha ingår i släktet Euchromia och familjen björnspinnare. Inga underarter finns listade i Catalogue of Life.